# Lemniscomys linulus
Lemniscomys linulus є видом гризунів родини Muridae. Він зустрічається в Кот-д'Івуарі, Гвінеї, Малі та Сенегалі, а його природне місце існування — суха савана. Колись вважався підвидом Lemniscomys griselda, а тепер прийнято як окремий вид.

## Опис
Lemniscomys linulus має довжину голови й тіла близько 110 мм і хвіст такої ж довжини. Спинне хутро сіро-охристого кольору з жовтуватим відтінком на задніх кінцівках. Уздовж хребта проходить чітко окреслена темна смуга, а також є кілька нечітких бічних смуг, що складаються з крихітних блідих плям; ці плями утворюються тому, що деякі волоски мають бліді кінчики, а в деяких особин вони ледве помітні. Нижня частина тіла біла, з червоною лінією, що розділяє спинний і черевний забарвлення. Хвіст зверху темний, з боків вохристий, знизу блідо-бурий. Ступні вкриті шерстю коричневого кольору. Подібними видами, з якими його можна сплутати, є Lemniscomys striatus і Lemniscomys zebra, але обидва вони мають чіткі блідо-кольорові бічні смуги.

## Поширення й середовище проживання
Lemniscomys linulus є ендеміком Західної Африки, де зустрічається на захід від Дагомейської щілини, в Малі, Кот-д'Івуарі, Гвінеї та Сенегалі. Зазвичай він зустрічається в сухій савані, але також зустрічається в лісистій савані, сільській місцевості з чагарниками, на луках і оброблених землях.

## Статус
Lemniscomys linulus має обмежений ареал у Західній Африці, і кажуть, що ця миша поширена в Кот-д'Івуарі. Жодних особливих загроз не виявлено, і Міжнародний союз охорони природи оцінив його природоохоронний статус як такий, що викликає найменше занепокоєння.